# Aix Université Club (volley-ball)
L'Aix Université Club est un club omnisports dont la section volley-ball qui a évolué en Pro B (2e niveau national) pendant plusieurs saisons a cessé toute activité sportive depuis mai 2011.

## Historique
- juin 2009 : rétrogradation en Nationale 1 pour problèmes financiers.
- février 2010 : forfait général en Nationale 1 pour difficultés financières
- mai 2011 : la section volley-ball cesse toute activité sportive

## Effectifs

### Saison 2008-2009 (Pro B)
Entraîneur :  Eric Moricet

### Saison 2007-2008 (Pro B)
Entraîneur : Eric Moricet et Patrice Franchi  France
| Numéro | Nom                    | Taille | Nationalité |
| 2      | Jean-Philippe DAGUERRE | 1,90   | France      |
| 5      | Arnaud Robveille       | 1,94   | France      |
| 6      | Germain Liccioni       | 1,86   | France      |
| 8      | Guillaume MARION       | 1,98   | France      |
| 9      | Benoit Uguet           | 1,85   | France      |
| 10     | Nicolas Schram         | 1,90   | France      |
| 11'    | Mohamed Louati         | 2,00   | Tunisie     |
| 12     | Jacques Lux            | 1,86   | France      |
| 13     | Julien Laporte         | 2,02   | France      |
| 14     | Andreï Piletski        | 1,99   | Biélorussie |
| 16     | Quentin MARION         | 1,91   | France      |

### Saison 2006-2007 (Pro B)
Entraîneur : Franck Bonhomme  France
| Numéro | Nom                    | Taille | Nationalité     |
| 2      | Jean-Philippe DAGUERRE | 1,90   | France          |
| 3      | Lies TIZI-OUALOU       | 1,90   | France/ Algérie |
| 5      | Arnaud ROBVEILLE       | 1,94   | France          |
| 7      | Olivier PERAY          | 1,90   | France          |
| 9      | Benoît UGUET           | 1,86   | France          |
| 10     | Nicolas SCHRAM         | 1,88   | France          |
| 11     | Mohammed LOUATI        | 2,00   | Tunisie         |
| 12     | Jacques LUX            | 1,86   | France          |
| 14     | Andrei PILETSKI        | 2,00   | Biélorussie     |
| 15     | Grégory BRACHARD       | 2,00   | France          |
| 16     | Guillaume MARION       | 1,98   | France          |
| ?      | Emmanuel PETOT         | 1,95   | France          |

### Saison 2005-2006 (Pro B)
Entraîneur : Franck Bonhomme  France
| Numéro | Nom              | Taille | Nationalité     |
| 1      | Gilles GALLON    | 1,80   | France          |
| 3      | Cédric HOLLANDER | 1,90   | France          |
| 5      | Arnaud ROBVEILLE | 1,94   | France          |
| 7      | Hakim MERABET    | 1,90   | France          |
| 8      | Lies TIZI-OUALOU | 1,88   | Algérie/ France |
| 9      | Benoît UGUET     | 1,86   | France          |
| 10     | Nicolas SCHRAM   | 1,88   | France          |
| 11     | Mohammed LOUATI  | 2,00   | Tunisie         |
| 12     | Jacques LUX      | 1,86   | France          |
| 14     | Andrei PILETSKI  | 2,00   | Biélorussie     |
| 15     | Grégory BRACHARD | 2,00   | France          |